# 아네커 블록
아네커 블록(Anneke Blok, 1959년 12월 24일 ~ )은 네덜란드의 배우이다. 2008년 황금송아지상 영화 부문 여우주연상 수상자이다.